# Mexicaanse reuzengopherschildpad
De Mexicaanse reuzengopherschildpad (Gopherus flavomarginatus) is een schildpad uit de familie landschildpadden (Testudinidae). De soort werd voor het eerst wetenschappelijk beschreven door John Marshall Legler in 1959.

## Uiterlijke kenmerken
De schildpad bereikt een maximale schildlengte tot 30 centimeter. Er zijn fossielen gevonden van deze soort die wellicht een meter lang konden worden. De kleur van het schild is lichtbruin tot geel. De kop en poten zijn geel tot bruin van kleur.

## Verspreiding en habitat
De Mexicaanse reuzengopherschildpad komt endemisch voor in delen van Mexico. De habitat bestaat uit droge gebieden zoals woestijnen.